# David Bendels

David Bendels (2022)

David Bendels (* 9. April 1985 in Duisburg) ist ein deutscher Journalist. Er war von September 2016 bis zu dessen Auflösung 2022 Vorsitzender des Vereins zur Erhaltung der Rechtsstaatlichkeit und bürgerlichen Freiheiten, der die  Partei Alternative für Deutschland unterstützte, und seit Juli 2017 Chefredakteur und Inhaber des vom Verein herausgegebenen rechtspopulistischen Online-Magazins Deutschland-Kurier.

## Werdegang
Nach dem Abitur studierte Bendels Politikwissenschaft an der Universität Duisburg-Essen. Während seines Studiums trat er im Dezember 2009 in CDU und JU ein. Von Januar bis Mai 2011 war er JU-Sprecher in Duisburg und dort bis Mai 2011 auch stellvertretender JU-Vorsitzender. 2012 schloss er sein Masterstudium „Politikmanagement, Public Policy und öffentliche Verwaltung“ an der NRW School of Governance ab. Er ist als selbständiger PR-Berater tätig.
Als Mitglied der CSU war Bendels im Juni 2014 in Nürnberg einer der Gründer des Konservativen Aufbruchs, der als Basisbewegung innerhalb der CSU ein Zurück zu „echter CSU-Politik“ wie zur Zeit vor der angeblichen „Anpassung an den rotgrünen Zeitgeist“ erreichen wollte. Er war zudem Sprecher des Konservativen Aufbruchs. Im Juni 2016 trat er aus der CSU aus, nachdem ihm die Partei einen Auftritt bei einer AfD-Veranstaltung untersagt hatte.
Bendels lebt in Lichtenfels in Oberfranken.

## Engagement im Umfeld der AfD
Am 21. September 2016 gründeten Bendels und sechs weitere Personen den Verein zur Erhaltung der Rechtsstaatlichkeit und bürgerlichen Freiheiten e. V. mit Sitz im Stuttgarter Stadtbezirk Degerloch. Als Nachfolgeorganisation der Vereinigung zur Erhaltung der Rechtsstaatlichkeit und bürgerlichen Freiheiten setzte er deren Tätigkeit, die Herausgabe und Verteilung der Wahlkampfzeitung Extrablatt, fort.
In einem Interview mit der Wochenzeitung Junge Freiheit am 12. Mai 2017 erklärte Bendels, dass er die AfD für die einzig wählbare Partei halte, jedoch selbst nicht Parteimitglied sei. Wie schon 2016 in Sindelfingen trat er auch in den Monaten vor der Landtagswahl in Nordrhein-Westfalen 2017 achtmal als Redner gemeinsam mit führenden Parteifunktionären der AfD (z. B. Alice Weidel und Alexander Gauland) auf.
Auf Zweifel an seiner Zuständigkeit angesprochen, sagte Bendels der WOZ, er selbst bestimme den Inhalt der Extrablätter und treffe sich regelmäßig mit Alexander Segert und dessen Mitarbeitern sowie mit Politikern von SVP und FPÖ, um die „konservativ-bürgerlichen Kräfte“ zu vernetzen.
Als Chefredakteur des seit dem 12. Juli 2017 erscheinenden AfD-nahen Deutschland-Kuriers äußerte Bendels gegenüber dem Onlinebranchendienst Meedia, die Zeitung und ihr Trägerverein, dessen Vorsitzender er sei, würden beide mit der Werbeagentur Goal zusammenarbeiten, aber nicht mit Geldern aus der Schweiz finanziert. Nach Aussagen von Erika Steinbach finanzierte Bendels Zeitungsanzeigen, in denen Steinbach 2017 dazu aufrief, die AfD zu wählen. 2018 ging die Herausgeberschaft des Deutschland-Kuriers an die „Conservare Communications GmbH“ in Hamburg über, deren Geschäftsführer Bendels ist.
Im Juli 2018 erhielt Bendels als Vorsitzender des Vereins zur Erhaltung der Rechtsstaatlichkeit und bürgerlichen Freiheiten e. V. über die Kölner Anwaltskanzlei Höcker eine Abmahnung des AfD-Bundesvorstands mit der Aufforderung, für Wahlempfehlungen und Wahlwerbung zukünftig nicht mehr das Partei-Logo zu verwenden, mit der Begründung: „Die von Ihnen angefertigte und veröffentlichte Werbung ist dazu geeignet […], zu der irrigen Annahme zu führen, dass es sich dabei um Werbung unserer Mandantin handelt.“ Zudem wurde eine Klage gegen den Verein angekündigt. Der CDU-Bundestagsabgeordnete Philipp Amthor erhob den Vorwurf, dass „die AfD sich wohl ganz bewusst in eine rechtliche Grauzone der Parteienfinanzierung begeben“ habe. Die jetzt vorgegebene Distanzierung sei „mehr als fadenscheinig und wenig glaubwürdig“.

## Kampagne gegen Bündnis 90/Die Grünen im Bundestagswahlkampf 2021
Am 9. August 2021 startete Bendels, unterstützt vom Verein zur Erhaltung der Rechtsstaatlichkeit und bürgerlichen Freiheiten e. V. und der Conservare Communications GmbH, mit tausenden Großplakaten in mehr als 50 deutschen Großstädten, unter anderem auf Flächen von Ströer Media, eine Schmähkampagne gegen die Partei Bündnis 90/Die Grünen. Bendels behauptete, die Kampagne werde „aus Spenden von Mittelständlern und engagierten Bürgern“ finanziert. CDU und SPD solidarisierten sich daraufhin mit den Grünen und verurteilten die Schmähplakate. Der CDU-Generalsekretär Paul Ziemiak twitterte: „Der Dreck, der aktuell von AfD- und NPD-nahen Kreisen über die Grünen ausgegossen wird und mit einer Plakatkampagne befeuert wird, ist widerwärtig“.
Auch nach dem Bundestagswahlkampf setzte Bendels auf der von der Conservare Communication GmbH betriebenen Website gruener-mist.de die Kampagne gegen die Grünen online fort. Die Conservare Communications GmbH weist Bendels im Handelsregister als Geschäftsführer aus.

## Verurteilung wegen Verleumdung
Im April 2025 wurde Bendels vom Amtsgericht Bamberg zu einer Freiheitsstrafe von sieben Monaten verurteilt. Da er nicht vorbestraft war, wurde die Strafe zur Bewährung ausgesetzt. Bendels hatte Ende Februar 2024 eine Fotomontage der Bundesinnenministerin Nancy Faeser auf dem X-Kanal des Deutschland-Kuriers gepostet. Darauf trug Faeser ein Schild mit der Aufschrift: „Ich hasse die Meinungsfreiheit.“ Bendels bezeichnete das Posting, das ein Foto zur Holocaust-Gedenkkampagne Weremember abwandelt, als Satire. Nach Auffassung des Gerichts war die Fotomontage jedoch für den „unbefangenen Leser als solche nicht erkennbar“. Bendels habe mit dem Post bewusst den Eindruck erweckt, die Innenministerin habe sich entsprechend zur Meinungsfreiheit geäußert. Bendels kündigte Berufung an. Das Urteil nach § 188 StGB wurde national und international kontrovers diskutiert. Die ehemalige Grünen-Chefin Ricarda Lang nannte es unverhältnismäßig. Der ehemalige Bundestagsvizepräsident Wolfgang Kubicki (FDP) nannte das Urteil „schandhaft“ für einen freiheitlichen Rechtsstaat.